# Abrothallus curreyi
Abrothallus curreyi är en lavart som beskrevs av Linds. 1867. Abrothallus curreyi ingår i släktet Abrothallus, divisionen sporsäcksvampar och riket svampar.   Inga underarter finns listade i Catalogue of Life.